# Michaela Pavlátová

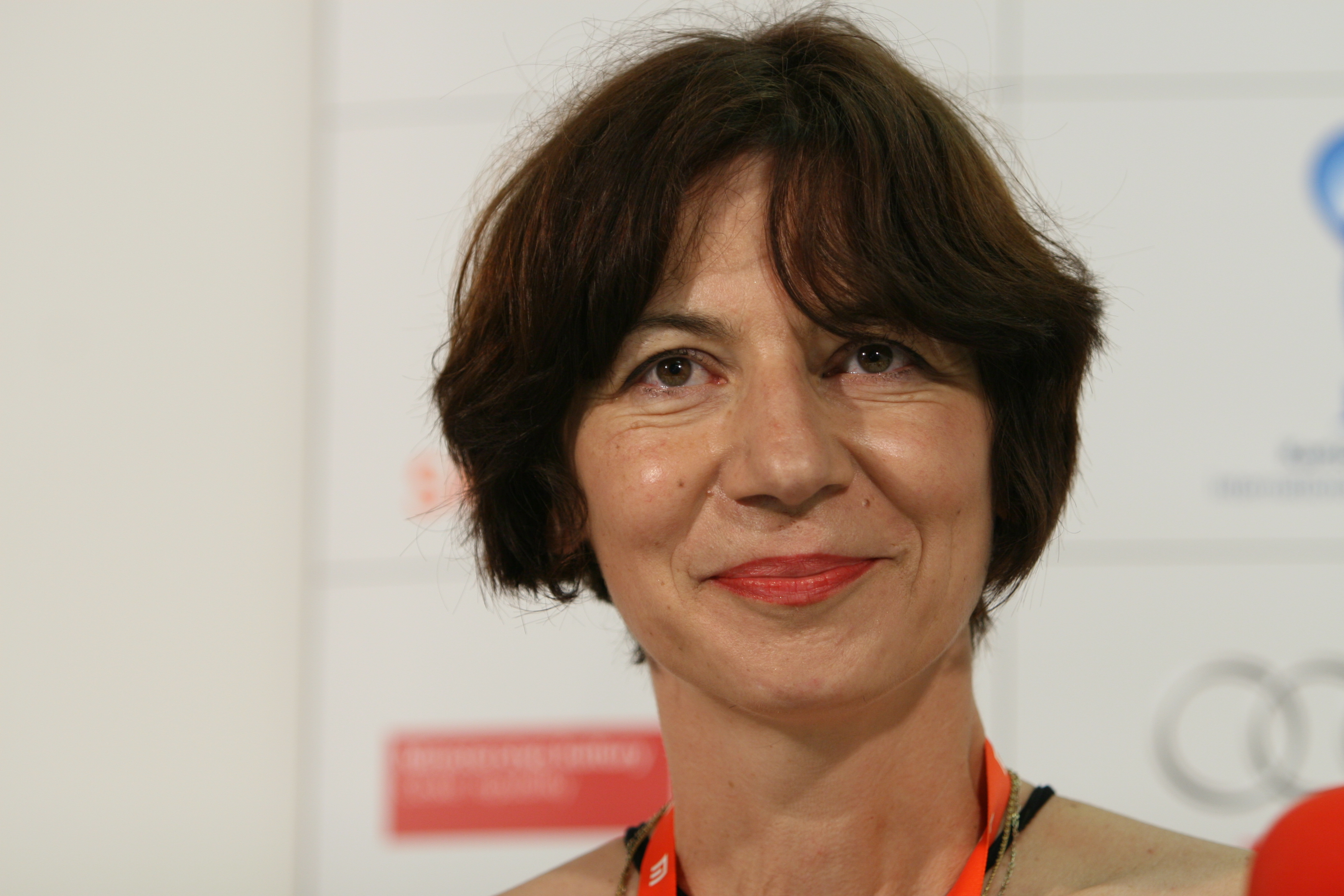
Michaela Pavlátová (2008)

Michaela Pavlátová (* 27. Februar 1961 in Prag, Tschechoslowakei) ist eine tschechische Animatorin.

## Leben
Pavlátová studierte bis 1987 Architektur und Design an der Akademie für Kunst, Architektur und Design Prag. Ihr erster Animationsfilm wurde 1987 Etuda Z Alba. Wie zahlreiche ihrer späteren Filme widmete er sich einer (gestörten) Paarbeziehung. Bereits ihr dritter Kurzanimationsfilm Řeči, řeči, řeči … wurde ein weltweiter Erfolg. Auf dem Montréal World Film Festival gewann der Film 1991 den Großen Preis im Bereich Animationsfilm. Řeči, řeči, řeči … wurde zudem 1993 für einen Oscar in der Kategorie „Bester animierter Kurzfilm“ nominiert. Der 1995 erschienene Kurzfilm Repete, der den routinierten Alltag dreier anhand von Farben dargestellter Paare zeigt, ist „inzwischen ebenfalls zum zeitgenössischen Klassiker avanciert.“ Er erhielt 1995 den Goldenen Bären der Berlinale als Bester Kurzfilm. In enger Zusammenarbeit mit Pavel Koutecký schuf Pavlátová den Film Až navěky, der 1998 erschien.
Von 1998 bis 2002 lebte Pavlátová in Prag und in San Francisco, wo sie unter anderem am Academy of Art College Animation unterrichtete und für die Firma Wildbrain Werbeanimationen schuf. Im Jahr 2002 kehrte sie endgültig nach Prag zurück. Ein Jahr später entstand ihr erster Real-Spielfilm Treulose Spiele sowie 2008 ihr zweiter Spielfilm Kinder der Nacht. Ab 2004 arbeitete sie mit Vratislav Hlavatý am Animationsfilm Karneval zvířat, der 2006 erschien. Der Film war Pavlátovás erster Animationsfilm mit erotischen und teilweise vulgären Elementen. Sie bezeichnete ihn als „musikalische, erotische, animierte Fantasie“ („musical, erotic, animated fantasy“). Im Jahr 2012 erschien ihr Kurzanimationsfilm Tram über eine „liebestolle Straßenbahnfahrerin“. Er ist Teil des französischen Filmprojektes Sexperiences, das sich erotischen Fantasien von Frauen widmet. Tram lief auf den Internationalen Filmfestspielen von Cannes 2012 im Programm und erhielt auf dem Festival d’Animation Annecy 2012 den Cristal d’Annecy. Er wurde 2013 in die Shortlist für einen Oscar in der Kategorie „Bester animierter Kurzfilm“ aufgenommen.
Kritiker schrieben, dass Pavlátovás Filme durch „Humor, Ironie, starke Farben und verblüffende Ideen“ zu einem Publikumsgenuss werden, sie einen aber gleichzeitig „zum Nachdenken bringen über die Dynamik von Paarbeziehungen, die Institution Familie und die schwierige Aufgabe, in Gesellschaft zu leben.“
Pavlátová lebt in Prag und Dolní Lomnice. 2018 wurde sie in die Academy of Motion Picture Arts and Sciences berufen, die jährlich die Oscars vergibt.

## Filmografie
- 1987: Etuda Z Alba
- 1989: Krízovka
- 1991: Řeči, řeči, řeči …
- 1992: Uncles and Aunts
- 1995: Repete
- 1995: This could be me
- 1998: Až navěky
- 1999: Praha ocima
- 2000: O babičce
- 2000: Graveyard
- 2001: Taily Tales
- 2003: Treulose Spiele (Neverné hry)
- 2003, 2006: Laila
- 2006: Karneval zvířat – mit Vratislav Hlavatý
- 2008: Die Kinder der Nacht (Deti noci)
- 2010: Cirkus kaktus
- 2012: Tram
- 2014: Fair Play

## Auszeichnungen (Auswahl)
- 1991: Montréal Grand Prize, Montréal World Film Festival, für Řeči, řeči, řeči …
- 1991: Nominierung für einen Gold Hugo (Bester Kurzfilm), Chicago International Film Festival, für Řeči, řeči, řeči …
- 1993: Oscarnominierung, Bester animierter Kurzfilm, für Řeči, řeči, řeči …
- 1995: Goldener Bär (Bester Kurzfilm), Berlinale 1995, für Repete
- 1996: Grand Prix, Hiroshima Kokusai Animation Festival, für Repete
- 1998: OIAF Award, Ottawa International Animation Festival, für Až navěky
- 2008: Nominierung Kristallglobus, Internationales Filmfestival Karlovy Vary, für Kinder der Nacht
- 2012: Cristal d’Annecy, Festival d’Animation Annecy, für Tram